# Physique galactique
La physique galactique est la science de l'étude de la composition, de la formation et de la dynamique des galaxies et autres amas stellaires. 

## Approche
La physique galactique fait intervenir des connaissances issues notamment de la dynamique, de la thermodynamique, de la physique stellaire et de la statistique.
Compte tenu du nombre très grand de variables et du fait qu'un problème gravitationnel n'est déjà plus soluble de façon symbolique à partir de trois corps, la physique galactique a recours à la simulation sur ordinateur. Elle réutilise souvent pour cela des modèles (et des techniques) créés, au départ, pour modéliser le comportement des plasmas dans un Tokamak.

## Résultats

### Spirales barrées
Il a déjà été établi que la forme étrange des galaxies spirales barrées se produit souvent spontanément dans l'évolution d'une galaxie, ces barres pouvant également être amplifiées par l'interaction avec une galaxie proche.